# Krótka wiadomość tekstowa
Krótka wiadomość tekstowa – trzeci album zespołu Plateau, nagrany w wynajętym domku w Bieszczadach w miejscowości Majdan k. Cisnej. Za produkcję albumu odpowiada zespół, a miksami zajął się producent i realizator Tomasz Bonarowski.
Po eksperymencie z brzmieniami elektronicznymi na drugiej płycie, trzeci album Plateau brzmi gitarowo i elektroakustycznie. Teksty zapisane przez Michała Szulima są opisem człowieka XXI wieku. Po raz pierwszy można tutaj usłyszeć wyraźną inspirację poezją (utwory: „Nic nie pachnie jak Ty”, „Uwierz mi, że”, „Skrzydła”), która od tego albumu zaczyna dominować w twórczości Plateau.
Na albumie zamieszczono wcześniejszy przebój zespołu- utwór „Nic nie pachnie jak ty” z gościnnym udziałem Renaty Przemyk. Poza tym, dwa utwory promujące płytę – „Słowiański”, oraz „Najbardziej”, były często grane przez rozgłośnie krajowe, oba utwory zaistniały również na Liście Przebojów „Trójki”. Piosenkę „Najbardziej” dodatkowo promował teledysk.

## Lista utworów
1. „Demony”
2. „Krótka wiadomość tekstowa”
3. „O polityku”
4. „Wiadomość pierwsza”
5. „Najbardziej”
6. „Słowiański”
7. „Jeśli nawet śpię”
8. „Uwierz mi, że”
9. „Kolekcjoner (według Fowlesa)”
10. „Francuski bez”
11. „Wiadomość druga”
12. „Bajka dla ciebie”
13. „Skrzydła”
14. „Nic nie pachnie jak ty”

## Skład
- Michał Szulim – wokal, gitara
- Dominik Rowicki – gitara basowa programowanie
- Karol Kowalczyk – gitara
- Marcin Lizak – gitara
- Max Ziobro – perkusja

gościnnie:
- Tomasz Tarczyński – perkusja w „Kolekcjoner (według Fowlesa)”, „Francuski bez”, „Skrzydła”
- Renata Przemyk – wokal w „Nic nie pachnie jak ty”
- Bartosz Gasiul – akordeon w „Najbardziej”

- muzyka: Michał Szulim, Dominik Rowicki
- słowa: Michał Szulim
- mastering: Jacek Gawłowski w JG Master Lab
- produkcja muzyczna: Plateau
- miksowanie: Tomasz Bonarowski
- foto: Agnieszka Kowalczyk
- grafika: Karolina Niedźwiecka
- projekt: Karol Kowalczyk